# St. Dimitrios

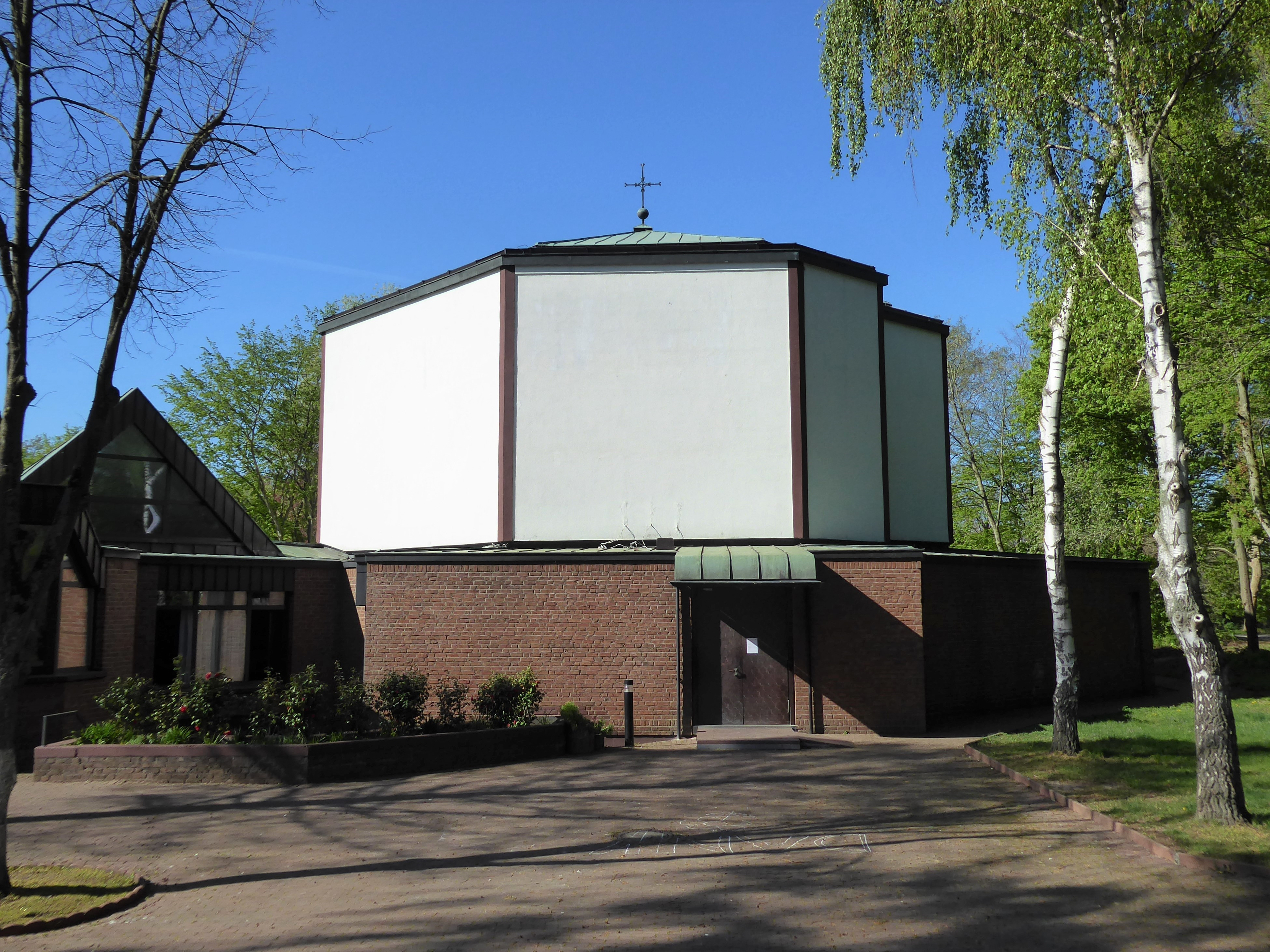
Außenansicht

St. Dimitrios, früher St. Markus, ist eine rum-orthodoxe Kirche im Kölner Stadtteil Seeberg. Sie war bis 2001 eine katholische Filialkirche der Gemeinde Christi Verklärung; in den Jahren 1971 bis 1973 wurde sie nach Plänen des Architekten Fritz Schaller erbaut. Seit Mai 1973 war sie in Benutzung, geweiht wurde sie allerdings erst 1984. Die Kirche stand zunächst unter dem Patrozinium des Evangelisten Markus, bevor sie als orthodoxe Kirche Demetrios von Thessaloniki umgewidmet wurde.

## Vorgeschichte und Bau
Im Rahmen der Umsetzung des Siedlungskonzeptes einer „Neuen Stadt“ im Bezirk Chorweiler wurde bereits 1963 im Bebauungsplan ein Grundstück für eine katholische Kirche vorgesehen. Der eigentliche Bau wurde dann mit dem Fortschreiten der Wohnbebauung koordiniert, und ab 1967 beauftragte die Muttergemeinde St. Christi Verklärung den Architekten Schaller mit den Vorplanungen für eine Filialkirche mit 250 Plätzen, eine Sakristei, einen Mehrzweckraum und einen Kindergarten. Schallers Pläne von Anfang 1968 wurden von der Gemeinde zunächst skeptisch betrachtet, von der Kunstkommission des Erzbistums jedoch im Januar 1969 genehmigt. Die eigentliche Ausführung übernahm der Architekt Josef Lorenz, der auch Mitglied im Kirchenvorstand der Gemeinde war.
Beim Bau selbst, dessen erster Spatenstich am 25. April 1971 erfolgte, gab es einige Verzögerungen und Umplanungen. Richtfest und Grundsteinlegung fanden gleichzeitig am 20./21. Mai 1972 statt, und ab Mai 1973 wurde die Kirche nach einer Segnung durch Prälat Josef Pock in Gebrauch genommen. Bereits einige Jahre später gab es Wasserschäden an allen Dächern, woraufhin der Architekt Lorenz ohne Zustimmung Schallers 1976/1977 den Flachdachbau mit Pyramidendächern ausstattete.
Die offizielle Weihe der Kirche fand am 16. Januar 1984 statt.
Seit Ende 1996 verpachtete die Pfarrei die Kirche auf 25 Jahre an die rum-orthodoxe Gemeinde St. Dimitrios, nutzte sie jedoch weiter für den Samstagabendgottesdienst. Nach einem Brand im Jahr 2000 wurde St. Markus saniert und zu einer rein orthodoxen Kirche umgestaltet. Im Mai 2001 kaufte die Gemeinde St. Dimitrios das Gebäude; eine katholische Messe wird dort noch einmal wöchentlich gelesen.
2013 wurde St. Dimitrios Bischofssitz des Metropoliten der Orthodoxen Kirche von Antiochien in Deutschland und Mitteleuropa.

## Baubeschreibung
Die Kirche ist Teil eines größeren Komplexes von Gemeindebauten, die an einem tieferliegenden Vorplatz liegen. Aus den eingeschossigen Nebenbauten ragt die Kirche auf einem gestreckten achteckigen Grundriss etwa dreigeschossig hervor. Auf der Chorseite ist ein Turm mit teilweise offener Bauweise angesetzt, der an seiner Oberkante flach abgeschrägt ist. Die Nebengebäude sind Ziegelbauten, der Kirchenbau war ursprünglich innen und außen in Sichtbeton ausgeführt, der nur durch einige Fugen zusätzliche Struktur erhielt – inzwischen sind die Außenwände weiß verputzt, der Turm blieb in Sichtbeton. Die 1976 ergänzte Dachlandschaft von Lorenz überzieht das gesamte Ensemble (bis auf den Turm), auf dem Hauptbau mit einem achtseitigen Pyramidendach.
An drei Seiten begleitet ein eingeschossiger Anbau den Umriss des Kirchenraums; hier befinden sich der Eingang, die Werktagskapelle und – seitlich vom Chor – die Sakramentskapelle, die von einem Fensterband umzogen ist.
Der Innenraum ist auf den Altar mit seinem ebenfalls achteckigen Fenster in der Rückwand ausgerichtet. Ein weiteres Fenster links vom Altar bezeichnete früher den Ort der Marienverehrung.
Eine aus glattem Beton ausgeführte kräftige Kassettendecke mit quadratischen Segmenten, die in eine Pyramidenform übergehen und je eine Lichtquelle enthalten, ist über den gesamten Kirchensaal „eingehängt“.
Der Innenraum wurde inzwischen gestalterisch stark verändert.

## Ausstattung
Die ursprüngliche Ausstattung enthielt vom Architekten Schaller entworfene Grundelemente für Altar, Ambo, Tabernakel und Taufbecken und wurden von Paul Nagel umgesetzt. Das Tabernakel, dessen umgebendes Sakramentshaus eine Fiale aus dem Kölner Dom ist, wechselte nach dem Verkauf der Kirche 2007 in die Kirche Christi Verklärung in Heimersdorf.
Eine Außenplastik eines Markuslöwen stammt von Jochem Pechau. 2004 wurde eine im syrischen Homs angefertigte Ikonostase eingebaut.
Eine Oberlinger-Orgel (Positiv mit fünf Registern), die ursprünglich in Christi Verklärung Dienst getan hatte, war bis 1998 in Gebrauch, aber dann marode und durch Wassereinbrüche beschädigt. Sie wurde in diesem Jahr durch eine zweimanualige Digitalorgel der Marke Eminent mit 26 Registern ersetzt.
Eine Stahlglocke wurde 1954 vom Bochumer Verein für Gußstahlfabrikation gegossen und hat den Schlagton a1. Sie hing ursprünglich in der Kirche St. Pankratius in Köln-Worringen.